# Dorus de Vries
Pour les articles homonymes, voir Dorus (homonymie) et de Vries.
Dorus de Vries, né le 29 décembre 1980 à Beverwijk, est un gardien de but néerlandais de football qui joue actuellement au Celtic FC.

## Carrière
À l'issue de la saison 2010-2011 qui voit la montée de Swansea en Premier League, il entame des négociations pour une prolongation de contrat mais celles-ci échouent. Du coup, le 22 juin 2011, il quitte Swansea et est recruté par Wolverhampton Wanderers.
Le 3 juillet 2013 il rejoint le Nottingham Forest.
Le 13 août 2016, il s'engage avec Celtic pour deux saisons.

## Palmarès
Dorus de Vries remporte le Championnat d'Angleterre D3 en 2008 avec le Swansea City AFC.
- Celtic Glasgow
  - Championnat d'Écosse :
    - Vainqueur : 2017 et 2018.

  - Coupe de la Ligue écossaise :
    - Vainqueur :  2017

  - Coupe d'Écosse :
    - Vainqueur en 2017.